# Cruriopsis funebris
Cruriopsis funebris är en fjärilsart som beskrevs av Moore 1872. Cruriopsis funebris ingår i släktet Cruriopsis och familjen nattflyn. Inga underarter finns listade i Catalogue of Life.